# Dowles
Dowles är en by i civil parish Upper Arley, i distriktet Wyre Forest, i grevskapet Worcestershire, i England. Byn är belägen 5 km från Kidderminster. Dowles var en civil parish fram till 1933 när blev den en del av Upper Arley, Kidderminster Foreign och Bewdley. Civil parish hade 113 invånare år 1931.